# Ovaliptila kinzelbachi
Ovaliptila kinzelbachi is een rechtvleugelig insect uit de familie krekels (Gryllidae). De wetenschappelijke naam van deze soort is voor het eerst geldig gepubliceerd in 1971 door Harz.